# Kronbergsstranden

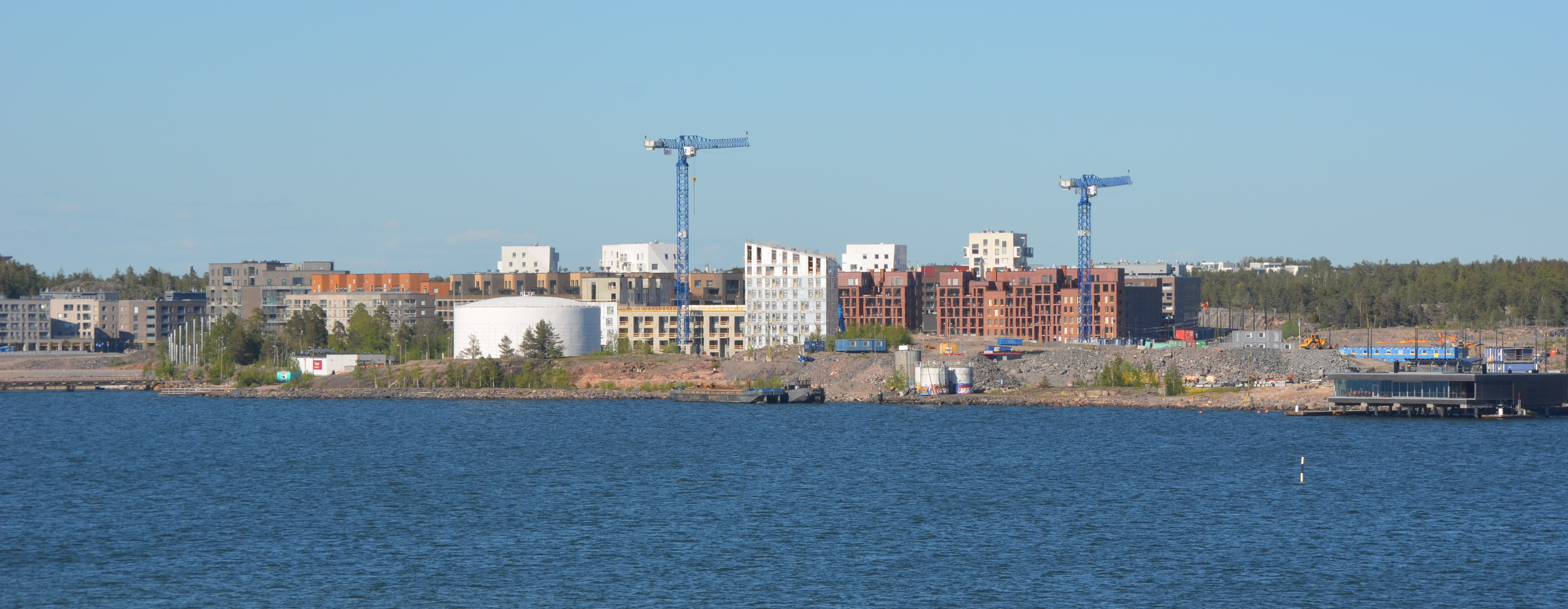
Kronbergsstranden, maj 2025

Kronbergsstranden (finska: Kruunuvuorenranta) är en delområde i stadsdelen Degerö i Helsingfors, beläget i den sydvästra delen av Degerö. En betydande del av Kronbergsstranden utgjorde länge ett oljehamnsområde, men nu byggs ett nytt stort bostadsområde vid havet i dess ställe.
År 2012 stadfästes Kronbergsstranden som namn på delområdet. Tidigare hade det officiella namnet på delområdet varit Stansvik, men Kronbergsstranden hade redan flera år tidigare använts som namn på det planerade bostadsområdet. Namnet på området kommer från det gamla namnet på den höga klippan i området, Kronberget. Från berget kan du se många av Helsingfors öar, såsom Skatudden, Högholmen och Sveaborg. Vattenområdet mellan Degerö och innerstaden, Kronbergsfjärden, är också uppkallat efter samma berg, liksom Kronbergsgatan på motsatta stranden i Skatudden. Kronbergsstranden ligger cirka två kilometer från Skatudden och tre kilometer från Salutorget.

## Historik

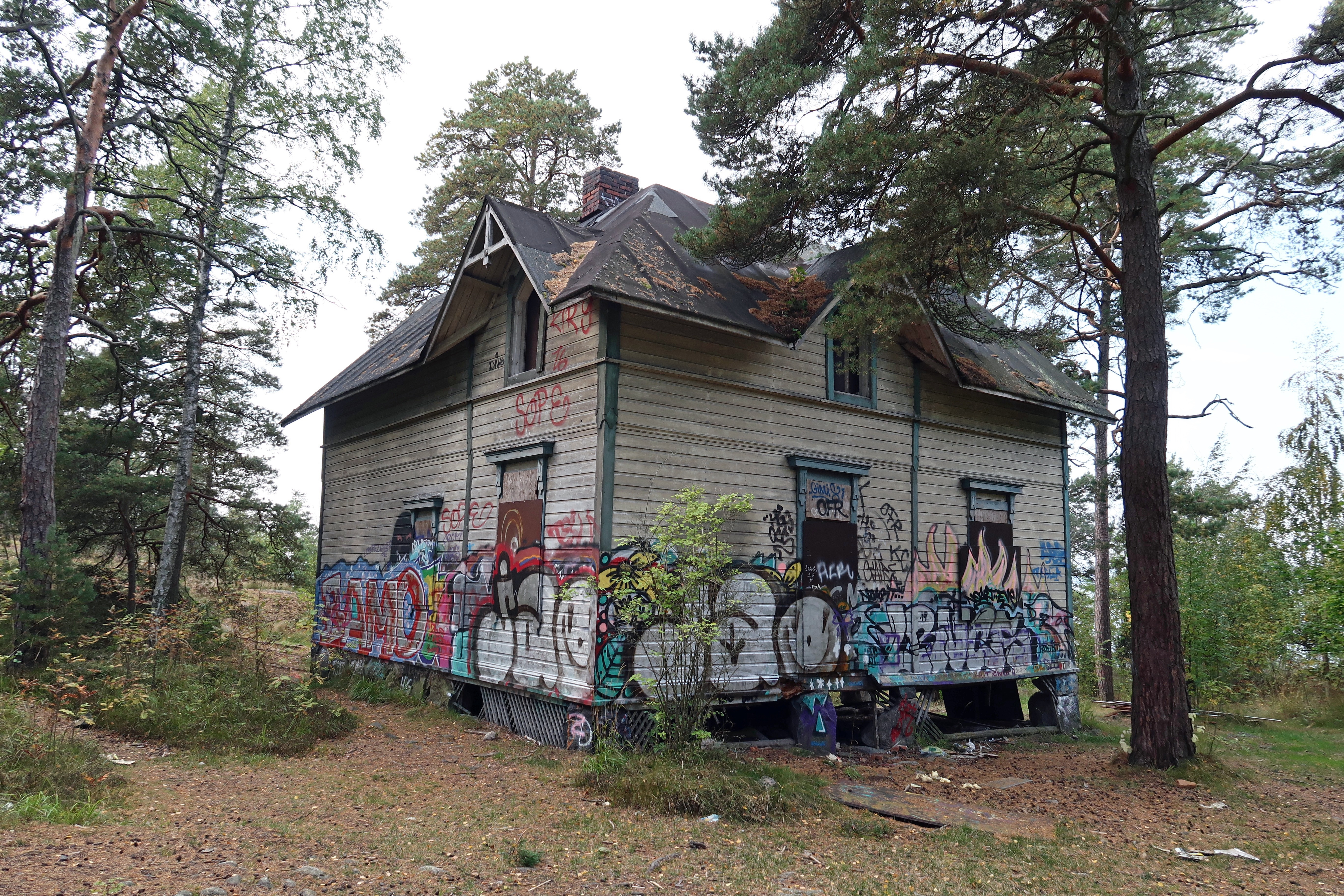
Villa Hällebo, som förstördes i en brand våren 2021, var en av Kronbergets villor byggda på 1800-talet.

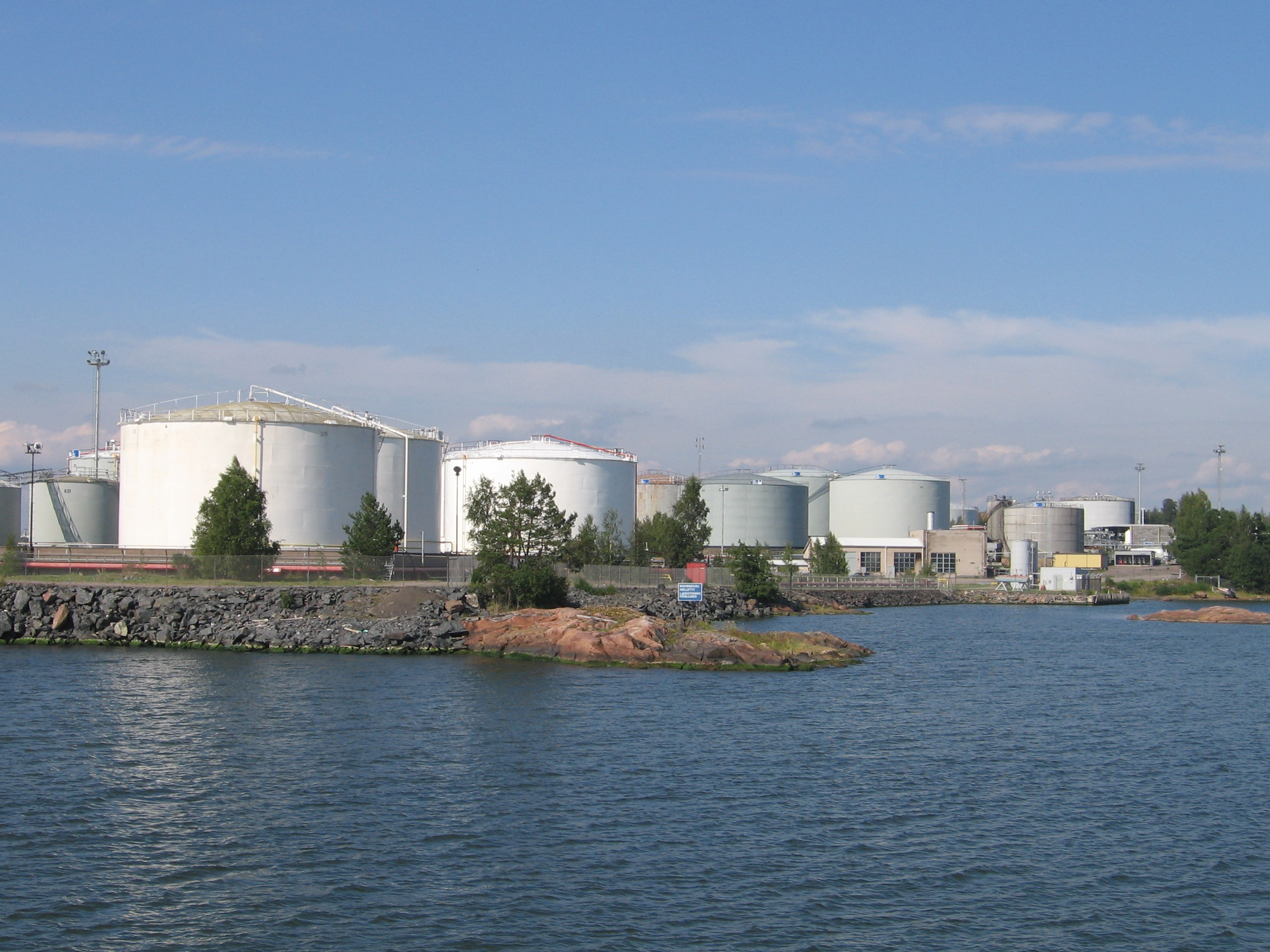
Degerö oljehamn, avvecklad 2010

Kronbergsstranden var ursprungligen tänkt att ingå i Sveaborgs fästningsanläggning runt Kronbergsfjärden. Till slut tog dock tjänstemännen i Sveaborg över området som deras nöjes- och boplats. I Kronbergsstranden bedrevs småskaligt jordbruk och området var också ett populärt utflyktsmål för båtturer. Stansviks herrgård byggdes i området på 1800-talet. På godset som ägdes av adelsmannen Fredrik Vilhelm Edelheim byggdes bland annat ekonomibyggnader och en sjöbod med bryggor.
År 1906 köptes villaområdet Kronberget av Jacob Cygnaeus, son till Uno Cygnæus, grundaren av den finska folkskolan. Det fanns ett dussin villor i området, några av dem från 1800-talet. 1914 köpte den tyske handelsrådet Albert Goldbeck-Löwe marken av familjen Cygnaeus. Villaområdet kallas fortfarande ibland Kissinge efter Goldbeck-Löwes villa. Under andra världskriget inhystes tyska soldater i villaområdet. Efter kriget överförde Förvaltningsnämnden för utländsk egendom det tyskägda Kronberget till Sovjetunionen. Efter detta användes området för festbruk av Sovjetunionen och finska kommunister.
År 1955 köpte bergsrådet Aarne J. Aarnio, grundaren av Palkki Oy, villaområdet Kronberget åt sig själv. I slutet av 1960-talet ritade arkitekt Toivo Korhonen en detaljplan för området, en förort med 2 300 invånare, där det skulle ha funnits 78 900 kvadratmeter våningsyta. Förortsplanerna godkändes dock inte, och området satts i byggförbud. Ägaren lät sedan villorna förfalla.
I slutet av 1990-talet knöt Helsingfors stad områdets byggplaner till Degerös öde som helhet. Det planerades ett strandnära bostadsområde liknande Hertonäs strand till Degerö. Ursprungligen planerades en förlängning av Helsingfors tunnelbana till området, som skulle börja från Mejlans och gå under Tölö, Kampen, Skatudden och Kronbergsfjärden till Degerö. Sedan dess har projektet ändrats till spårväg Kronbroarna. Strandområdena på Degerö kunde börja bebyggas efter 2010, då oljebolagens hyresavtal i hamnområdet upphörde.

## Bostadsområdet

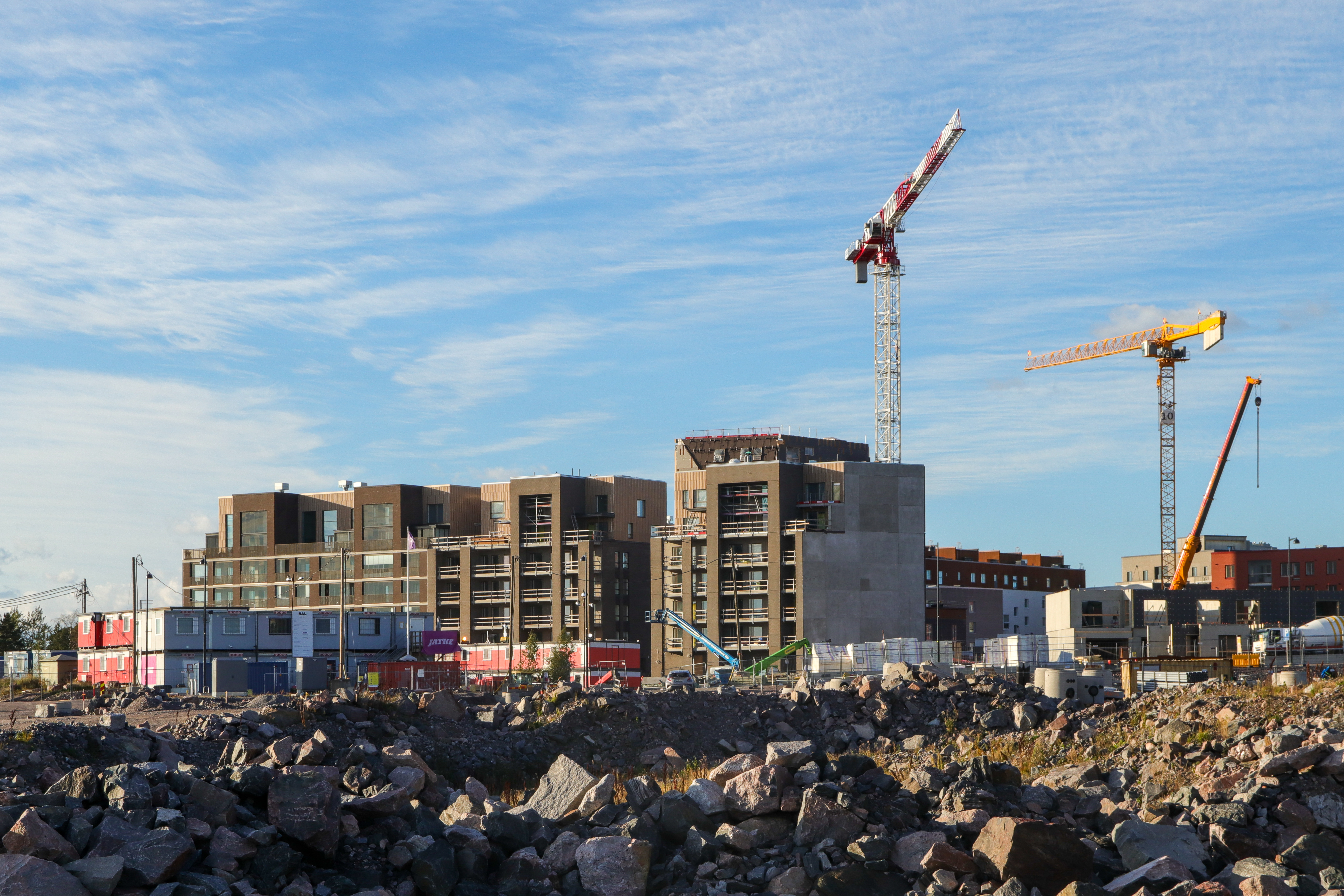
Med det nya våningshusområdet kommer Kronbergsstrandens befolkning att öka till över 11 000.

Ännu under hamnperioden, år 2005, bodde 347 personer i Stansvik och i slutet av 2003 fanns det 157 arbetstillfällen i området. Ytan på Kronbergsstrandens nya plan är 550 000 våningskvadratmeter, varav 500 000 kvadratmeter är lägenheter och resten är service och kontor. Antalet lägenheter som ska byggas är cirka 7 500 och antalet invånare så småningom cirka 13 000.
De första invånarna flyttade till området hösten 2015. 2020 var 2 630 nya lägenheter byggda och invånartalet ca 4 800. Förorenad mark har sanerats i området och mark har fyllts ut. En del av de nya lägenheterna är olika urbana småhus, men det allmänna utseendet kommer att vara innerstadsaktigt. Tornhusen kommer att ha högst tio våningar. Områdets samhällsservice kommer att omfatta finskspråkig grundskola, finskspråkigt daghem, lekplats och idrottshall, ungdomsanläggningar samt eventuellt även en svenskspråkig skola och ett daghem.

### Olika planeringsområden
Området för de kvarter som byggs på platsen för den tidigare oljehamnen och de nya utfyllnadsområdena heter Håkansvik och lite längre söderut ligger Hundholmen. Hundholmen och dess östra utfyllnadsö är åtskilda från Håkansvik av kanaler. De högsta och mest effektiva kvarteren byggs i Håkansvik. Väster om den byggs ett område med strandkonstruktioner och strandkvarter som kallas Västra stranden. Lite längre norrut byggs bostadsområdet Kronberget, som dock inte sträcker sig till omgivningarna kring Kronbergsträsket. Ett område med namnet Silverberget kommer att byggas intill naturreservatet Gruvberget. Bostadsområdet Stansviksberget byggs söder om Hundholmsvägen.
Omgivningarna kring Stansviks herrgård, naturreservatet Gruvberget och det före detta villaområdet Kronberget förblir obebyggda. Den vass- och skogbevuxna Stansviksstranden ska förvandlas till badstrand.
Borgströmsbacken och Gunillaberget planerades också i samband med projektet Kronbergsstranden, men tillhör administrativt de angränsande delområdena Turholm och Uppby.

### Hålvik
Norr om området som domineras av höghus finns ett gammalt småhusområde, Hålvik, som dock inte officiellt utgör ett eget adminiatrativt delområde. Området utvidgas lite längs Silvergruvsvägen.

## Kronberget och villaområdet

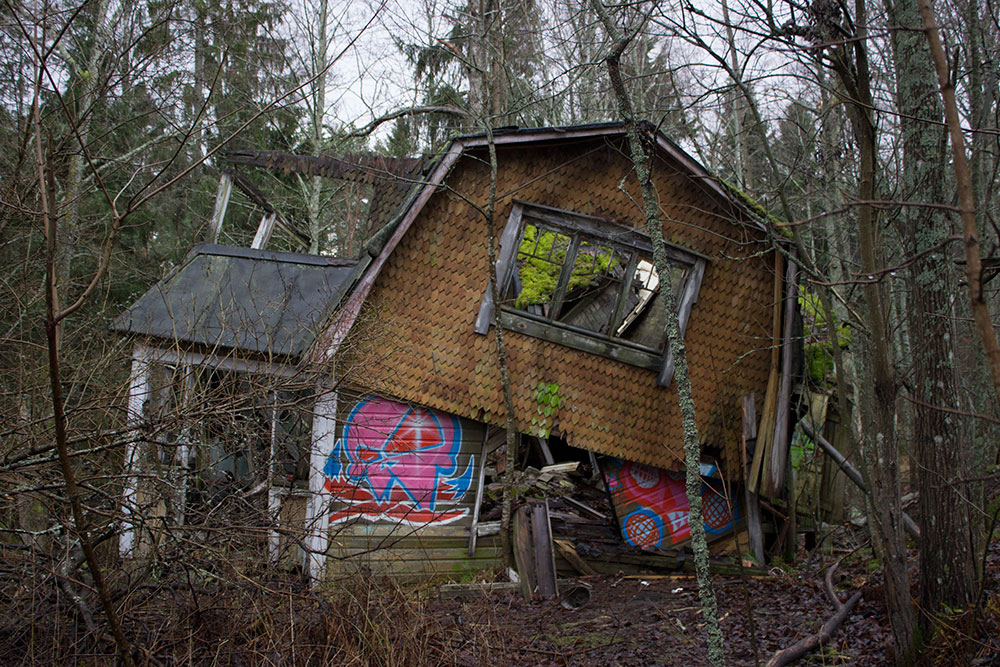
Förfallen Villa Lindberg 2015.

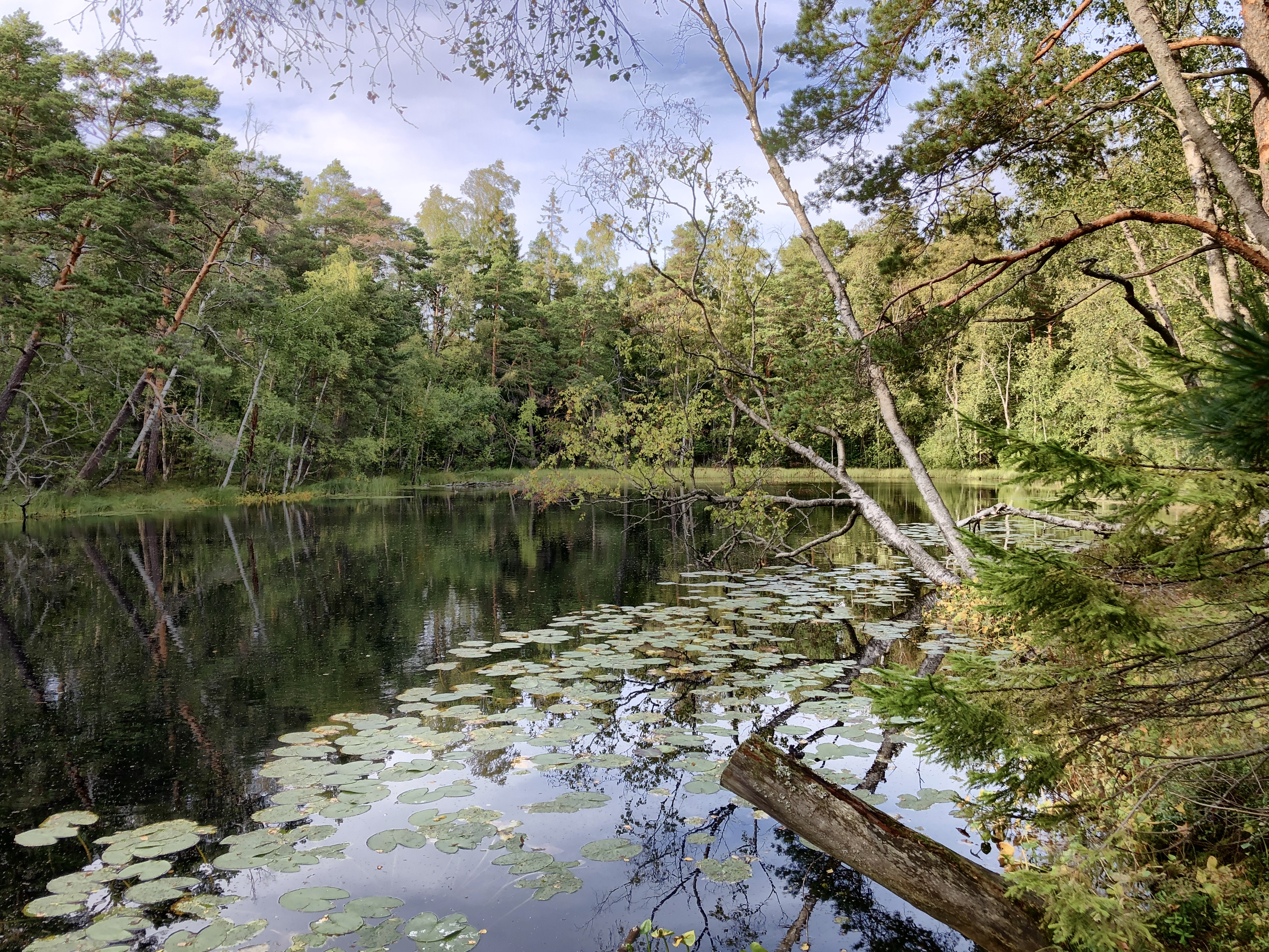
Mitt på Kronberget finns det lilla Kronbergsträsket.

Norr om det tidigare hamnområdet, väster om Hålvik, finns en gammal udde som kallas Kronberget. Terrängen är stenig och oländig på sina ställen, och på sina ställen finns tät skog. Området är ett kulturellt, historiskt, naturskönt och geologiskt värdefullt rekreationsområde. Tidigare fanns tjugo villor i området, som med åren blev övergivna och svårt förfallna. Brunnarna på tomterna korroderade, och hushållsvatten måste hämtas någon annanstans. Helsingfors stad planerade skydda de intakta villorna, särskilt Villa Hällebo, tillsammans med Museiverket, men ett rivningsbeslut togs hösten 2020. Våren 2021 förstördes dock Hällebo, den sista villabyggnaden i området, i en brand.
Kronberget görs till ett parkliknande närrekreationsområde. Kronbergsträsket och lindskogen mitt i området är ett naturreservat. 

## Namnbestånd
Det finns uppgifter om namnet Kronberget redan från början av 1700-talet. På 1750-talets kartor förekommer det som Crono berget, 1777 som Kronberget och 1933 som Kruunuvuoret–Kronbergen. Namnet på Kronbergsfjärden är också baserat på Kronberget.
Kronbergsstrandens nya gator har fått många namn som syftar på fartyg och sjöfart. Skärgårdsflottsgatan och -gränden och Skärgårdsfregattsparken är uppkallade efter krigsmarskalken Augustin Ehrensvärds skärgårdsflotta. Brynhildagränden, Disagatan och -gränden, Hemmemagränden, Pojamagränden, Turumagatan och Udemagränden är uppkallade efter fartyg och fartygstyper. Flera namn är baserade på historien om oljehamnen i området och bland annat tankfartyget S/T Wiiri, som namngett Wiiriplatsen, -berget och -kajen. Astridsgatan, Ellidagränden, Frejagränden, Iloparken och Mirandagatan och -gränden är uppkallade efter ångbåtarna på 1800- och 1900-talen.
Namnen Hackgränden, Silvergruvsvägen, Gruvberget, Gruvsmeddsgränden och Schaktbågen och -gränden syftar på gruvan i Hålviksområdet, från vilken järn och silver bröts. Ett centralt ämne är också heraldik, vilket gett gatunamn som hänvisar till kronor och olika figurer. Namnen Pegasgränden, Salamandergränden, Serafgränden, Vildmansgränden och Enhörningsgränden är baserade på djur- och människofigurer hämtade från vapensköldar.

## Natur och miljö

Stansviksberget.

### Stansviksberget
Stansviksberget är en skogklädd bergsrygg, vars högsta topp reser sig till en höjd av mer än tjugo meter över havet. Det finns fladdermöss och den hotade grön sköldmossa i området. Det planerade bostadsbyggandet i Stansviksberget har väckt motstånd. Till en början reserverades området för 2 000 invånare, men detaljplanen har återremitterats för omvärdering. Beslutet har ansetts vara exceptionellt eftersom detaljplanen redan var lagakraftvunnen.

### Kråkholmsviken

En allmän badstrand kommer att byggas vid Kråkholmsviken.

I södra delen av Kronbergsstranden i Kråkholmsviken finns små klippiga skär och samtidigt de enda öarna i delområdet: Långholmen, Kråkholmsgrundet, Kråkholmen och Katthället. Kråkholmsgrundet är ett värdefullt område för fågellivet. I strandskogen växer lövträd, framför allt al, men även enar och gamla tallar. Långholmen kommer att anslutas till fastlandet med en ny gångbro.

## Trafikförbindelser
Områdets trafikarrangemang är utmanande från planeringssynpunkt, eftersom det nya bostadsområdet nästan kommer att fördubbla antalet boende på Degerö.

### Kollektivtrafik
För att organisera kollektivtrafiken har anslutningstrafiken till Hertonäs metrostation, direkt spårvagnsförbindelse till centrum och direkt tunnelbaneförbindelse utretts. Det konstaterades dock att det inte fanns ett tillräckligt befolkningsunderlag för byggandet av en tunnelbana till området innan Sandhamn omvandlas till bostadsområde. Broförbindelsen till Skatudden avvisades också som skadlig för landskapet. Stadsfullmäktige godkände i november 2008 en plan för byggandet av Kronbroarna avsedda för spårvagnar och gång- och cykeltrafik från Kronbergsstranden till Högholmen och därifrån till Sumparn, varifrån spårvagnslinjen skulle ha fortsatt via Tjärholmen till centrum. En linbana föreslogs också mellan Kronbergsstranden och innerstaden. Kommunfullmäktige röstade 63–6 för att slutligen bygga helheten med tre broar (Kronbergsstranden–Högholmen, Högholmen–Knekten och Knekten–Havshagen) den 30 augusti 2016. Den totala kostnadsuppskattningen för projektet är 350 miljoner euro och trafiken till Hagnäs är planerad att starta i början av 2027 och till centrum först senare. Restiden till centrum beräknas vara cirka 17 minuter från Kronbergsstranden medan den anslutande bussresan till Hertonäs och tunnelbaneresan därifrån till centrum tar totalt nästan 30 minuter.
Våren 2023 startar elfärjetrafik året runt från Kronbergsstranden till Norra kajen och Sjötullstorget i Kronohagen. Trafiken kommer att fortsätta fram till öppnandet av Kronbroarnas spårväg 2027.

### Biltrafik
Biltrafiken leds via Hundholmsvägen till Degerövägen och via denna till Hertonäs.

Utsikt från Kronbergsstranden mot Helsingfors centrum. Kronbergsbron byggs mot Högholmen från piren i förgrunden.

## Cisterner

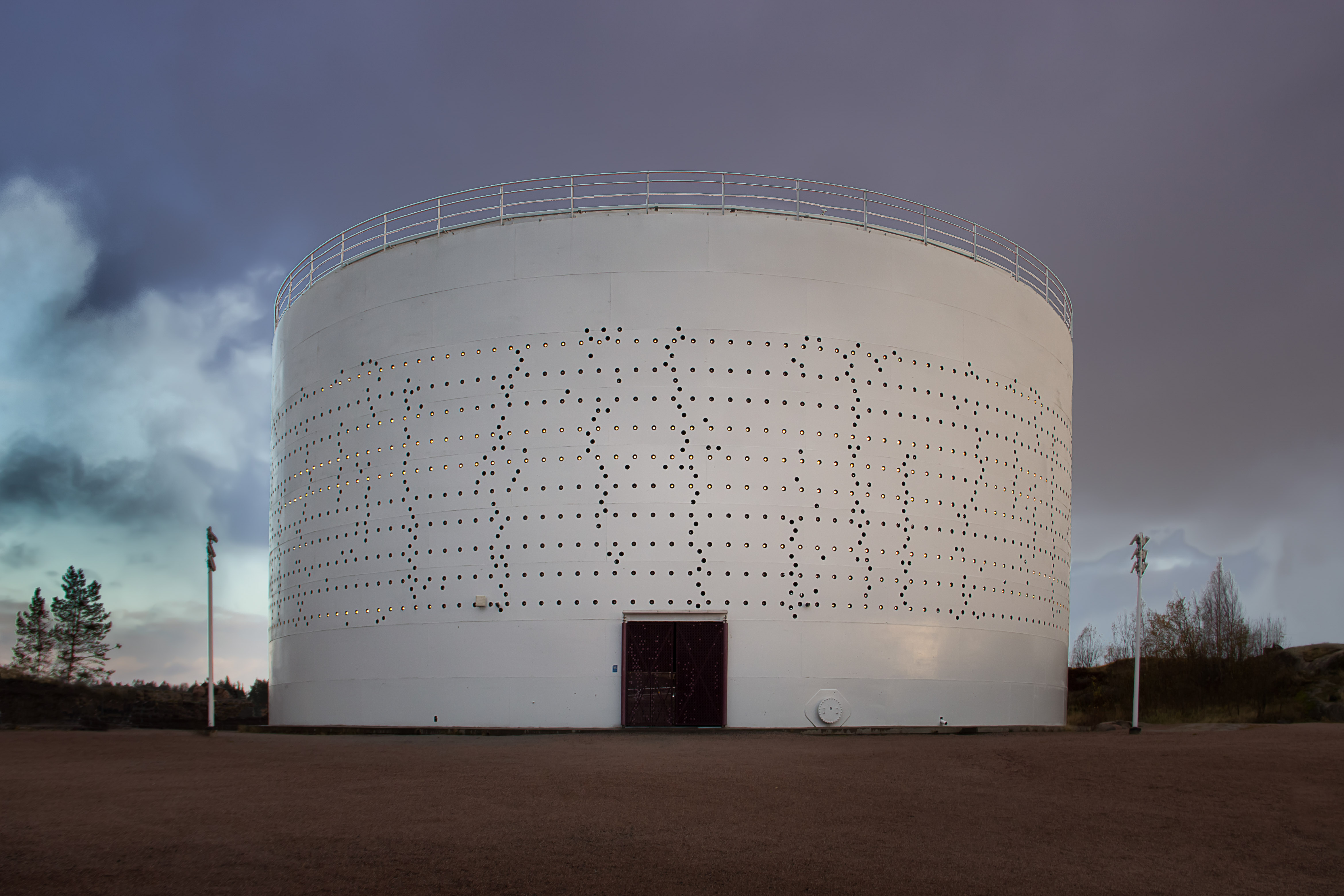
Oljecistern 468

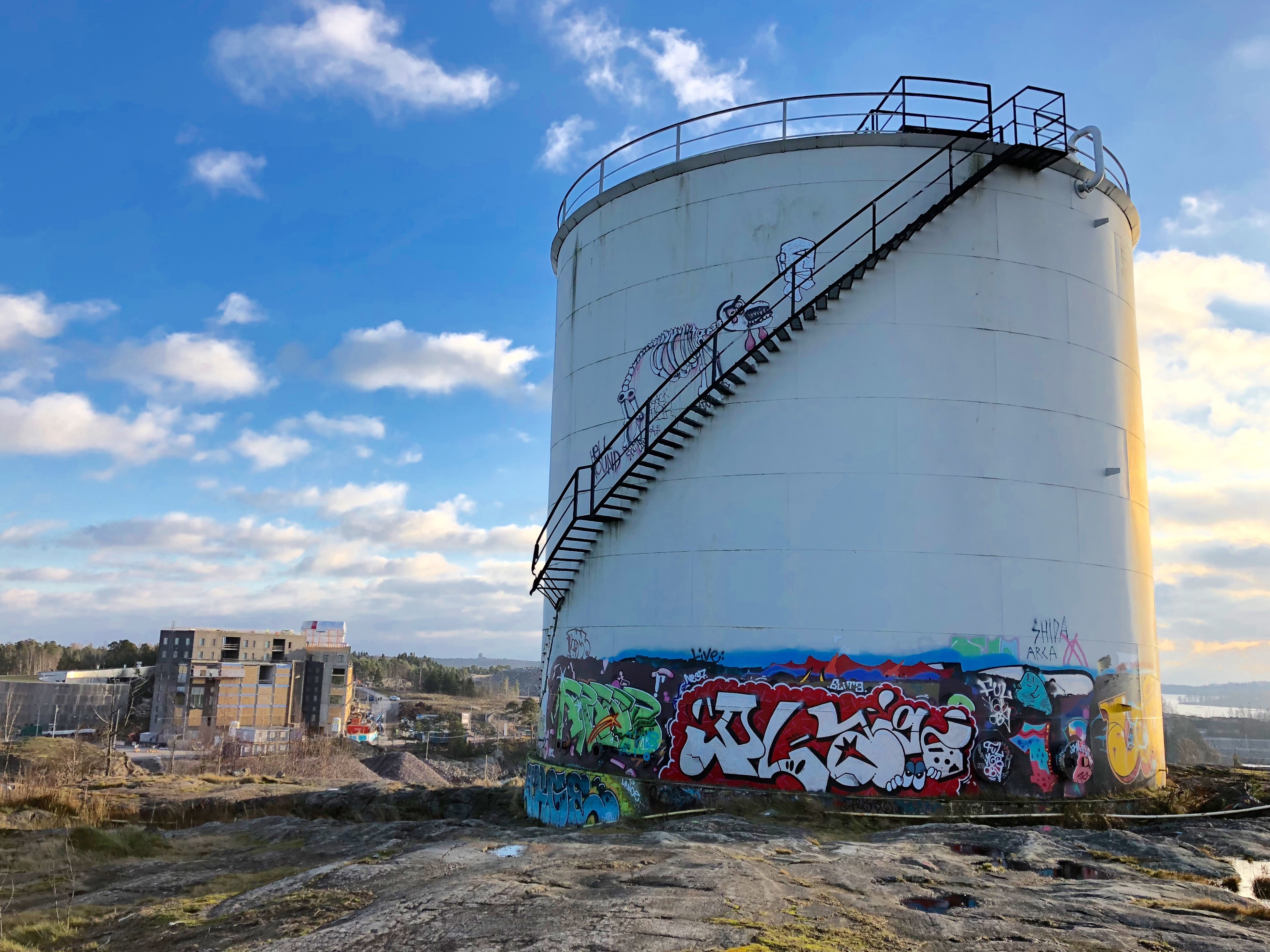
En nedlagd toluencistern på en hög klippa.

Oljecisterner har lämnats på den tidigare oljehamnens område. Cistern 468 har förvandlats till ett ljuskonstverk dekorerat med LED-lampor, och förvaltas av Helsingfors Byggnadskontor. Den lyser på kvällar och nätter i röda och vita färger. Ljuskonstverket invigdes den 10 oktober 2012. Verket och dess designer Tapio Rosenius (LDC Lighting Design Collective Madrid) har tilldelats flera ljuskonstpriser. Den 16 meter höga och 35 meter breda oljecisternen i stål, som ligger nära stranden, har byggts om till ett täckt utomhusutrymme, som också hyrs ut för evenemangsbruk.